# Frank Schmidt
Frank Schmidt (Heidenheim, 1974. január 3. –) német labdarúgóhátvéd, edző, az 1. FC Heidenheim vezetőedzője.